# ホンダ・ライフステップバン
ライフ ステップバン（LIFE STEP VAN）は、本田技研工業がかつて生産、販売していたトールワゴン型の軽規格ライトバン（広義の軽ボンネットバン）である。「ステップバン」の通称で親しまれた。

## 概要
同社の軽乗用車であるライフのプラットフォームの上に、ボンネットの付いたトールボーイ型の背の高いボディを被せて成り立っている。このような形は、現代の軽トールワゴンにおいて主流のパッケージングではあるが、1972年（昭和47年）当時、少なくとも軽自動車では唯一のものであった。前輪駆動の軽自動車であるライフをベースとしたおかげで、これまでの軽バンよりも圧倒的に床が低かったのが大きな特徴である（『絶版日本車カタログ』三推社・講談社80頁参照）。
コストダウンのためか、左前ドアと右後ドア、右前ドアと左後ドアで（サッシ、ドアハンドルを除き）同じ形をしているのが特徴である。計器類にはセンターメーターを採用し、ダッシュボード上面はデスク代わりとして使え、伝票整理などもしやすく、運転席側もデスク代わりとして使えたため、営業マンには好評だった。後席を畳むとフラットな荷室が現れるため、荷室の使い勝手も優秀であった。
ステップバンは1代限りで販売を終了したが、販売終了から22年後に、ステップワゴンや、S-MXの愛称「ステップ・バーン」の形で名称が復活している。また、カスタムベースとしての人気も高く、中古車市場では高い人気を誇っており、後継車種のバモスやN-WGNには外部のアフターパーツとしてステップバンをイメージしたグリルが発売された例もある。

## 初代 VA型（1972-1974年）
- 1972年（昭和47年）9月19日に発表された（発売は翌9月20日）。発売時の価格は東京地区店頭渡し標準現金価格で「スタンダード」37万6,000円であった。型式はVA。
- 1973年（昭和48年）8月20日にピックアップトラックのライフピックアップ（PA型）が追加された。
- 1974年（昭和49年）10月に既存の軽トラックのTN-Vを除く軽自動車市場一時撤退に伴い、ライフ、およびライフピックアップと共に生産・販売終了。

## エピソード
80年代に人気絶頂期を迎えたアイドル歌手の小泉今日子は、ステップバンが好きである旨を事あるごとに公言していた。1984年8月6日の日本テレビ『ザ・トップテン』の放送においては、ヒット曲『迷宮のアンドローラ』が二週連続1位となった記念に、ピンク色のステップバンを小泉自ら運転して登場する演出がされた。小泉は免許取得後、初めての運転であったという。